# Tetrastemma primum
Tetrastemma primum är en djurart som tillhör fylumet slemmaskar, och som beskrevs av Corrêa 1954. Tetrastemma primum ingår i släktet Tetrastemma och familjen Tetrastemmatidae. Inga underarter finns listade i Catalogue of Life.